# Union Royale La Louvière Centre
 (juillet 2016).
Ne pas confondre avec la RAA Louviéroise, ancien club de la ville de La Louvière, porteur du matricule 93, radié en 2009.
Maillots
Actualités
Dernière mise à jour : 30 juillet 2025.
L'Union Royale La Louvière Centre ou UR La Louvière Centre est un club belge de football basé à La Louvière et Haine-Saint-Pierre. Porteur du matricule 213, il évolue en Division 3 Amateur lors de la saison 2025-2026, ce qui constitue sa 63e saison dans les séries nationales.
Ce club est l'ancienne Union Sportive du Centre (puis Union Royale Sportive du Centre) dont les couleurs étaient le rouge et le bleu. Le surnom des joueurs était les "Pierrots" en raison de la localité d'origine du club: Haine-Saint-Pierre. Dans le langage familier un "pierrot" est aussi un petit moineau qui se retrouva sur le logo du cercle.
En mai 2011, l'URS Centre annonce qu'il s'installe définitivement au Stade du Tivoli de La Louvière et prend le nom d'Union Royale La Louvière Centre. Il adopte tout d'abord les couleurs bleu et blanc, couleurs officielles de la Ville de La Louvière, mais il changera par la suite pour le vert et blanc, couleurs de la RAAL. Son nouveau logo arbore une gueule de Loup et une tête de pierrot (appellation familière et populaire du moineau). L'un symbolise La Louvière, l'autre Haine-Saint-Pierre. Il n'y a pas eu de fusion entre l'URS Centre et la RAAL (puisque celle-ci a été radiée en 2009) mais uniquement un changement de nom pour rassembler les Louviérois autour d'un même projet.

## Repères historiques
- 1922 : 04/02/1922, fondation de l' Union sportive du Centre. Le club s'affilie à l'URBSFA, le 28/06/1922.
- 1926 : décembre, l'Union sportive du Centre se voit attribuer le numéro matricule 213.
- 1931 : En vue de la saison 1931-1932, l'Union sportive du Centre (213) accède aux séries nationales pour la première fois de son Histoire. Le club y séjourne jusqu'en 1953, soit 19 championnats consécutifs.
- 1937 : À la fin de la saison 1936-1937, l'Union sportive du Centre (213) obtient le plus haut classement de son Histoire avec une 2e place finale au 2e niveau national.
- 1975 : 12/11/1975, l'Union sportive du Centre (213) est reconnue Société Royale. Le club adapte son nom en Union Royale sportive du Centre (213), le 28/01/1976
- 2001 : En vue de la saison 2001-2002, l'Union Royale du Centre (213) remonte en séries nationales, après 13 saisons d'absence, soit sa plus longue période en dehors de la "nationale" depuis 1931.
- 2011 : mai 2011, l'Union Royale du Centre (213) annonce son déménagement de Haine-St-Pierre vers La Louvière et l'adaptation de son nom en Union Royale La Louvière Centre (213).

## Logo

Historique des logos de l'UR La Louvière Centre
URS CENTRE
URLC

## Résultats dans les divisions nationales
Statistiques mises à jour le 8 décembre 2024 (terme de la saison 2023-2024)

### Palmarès
- 2 fois champion de Division 3 en 1935 et 1948.
- 2 fois champion de Promotion en 1959 et 2008.

### Bilan
| Niv | Divisions     | Jouées | Titres | TM Up | TM Down |
| --- | ------------- | ------ | ------ | ----- | ------- |
| I   | 1re nationale | 0      | 0      |       |         |
| II  | 2e nationale  | 12     | 0      |       |         |
| III | 3e nationale  | 19     | 2      | 4     |         |
| IV  | 4e nationale  | 32     | 3      | 4     |         |
| V   | 5e nationale  | 0      | 0      |       |         |
|     |               |        |        |       |         |
|     | TOTAUX        | 63     | 5      | 8     | 0       |

- TM Up : test-match pour départager des égalités, ou toutes formes de Barrages ou de Tour final pour une montée éventuelle.
- TM Down : test-match pour départager des égalités, ou toutes formes de Barrages ou de Tour final pour le maintien.

### Saisons
| Ordre                     | Saison  | Nom du club           | Niveau                  | Classement final | Remarques             |
| ------------------------- | ------- | --------------------- | ----------------------- | ---------------- | --------------------- |
| 1                         | 1931-32 | US du Centre          | Promotion (D3) série B  | 10e/14           |                       |
| 2                         | 1932-33 | US du Centre          | Promotion (D3) série C  | 5e/14            |                       |
| 3                         | 1933-34 | US du Centre          | Promotion (D3) série B  | 4e/14            |                       |
| 4                         | 1934-35 | US du Centre          | Promotion (D3) série C  | 1er/14           | Champion et promu!    |
| 5                         | 1935-36 | US du Centre          | Division 1 (D2) série B | 4e/14            |                       |
| 6                         | 1936-37 | US du Centre          | Division 1 (D2) série B | 2e/14            | [ saisons 1 ]         |
| 7                         | 1937-38 | US du Centre          | Division 1 (D2) série A | 4e/14            |                       |
| 8                         | 1938-39 | US du Centre          | Division 1 (D2) série A | 7e/14            |                       |
| Compétitions interrompues |         |                       |                         |                  |                       |
| 9                         | 1941-42 | US du Centre          | Division 1 (D2) série B | 6e/14            |                       |
| 10                        | 1942-43 | US du Centre          | Division 1 (D2) série B | 8e/15            |                       |
| 11                        | 1943-44 | US du Centre          | Division 1 (D2) série A | 11e/16           |                       |
| Compétitions interrompues |         |                       |                         |                  |                       |
| 12                        | 1945-46 | US du Centre          | Division 1 (D2) série A | 16e/17           | Relégué!              |
| 13                        | 1946-47 | US du Centre          | Promotion (D3) série D  | 3e/17            |                       |
| 14                        | 1947-48 | US du Centre          | Promotion (D3) série C  | 1er/16           | Champion et promu!    |
| 15                        | 1948-49 | US du Centre          | Division 1 (D2) série B | 10e/16           |                       |
| 16                        | 1949-50 | US du Centre          | Division 1 (D2) série A | 13e/16           |                       |
| 17                        | 1950-51 | US du Centre          | Division 1 (D2) série B | 10e/16           |                       |
| 18                        | 1951-52 | US du Centre          | Division 1 (D2) série B | 16e/16           | Relégué en Promotion! |
| 19                        | 1952-53 | US du Centre          | Promotion série D       | 14e/16           | Relégué!              |
| séries provinciales       |         |                       |                         |                  |                       |
| 20                        | 1954-55 | US du Centre          | Promotion série B       | 10e/16           |                       |
| 21                        | 1955-56 | US du Centre          | Promotion série A       | 5e/16            |                       |
| 22                        | 1956-57 | US du Centre          | Promotion série B       | 5e/16            |                       |
| 23                        | 1957-58 | US du Centre          | Promotion série B       | 4e/16            |                       |
| 24                        | 1958-59 | US du Centre          | Promotion série B       | 1er/16           | Champion et promu!    |
| 25                        | 1959-60 | US du Centre          | Division 3 série B      | 7e/16            |                       |
| 26                        | 1960-61 | US du Centre          | Division 3 série A      | 15e/16           | Relégué!              |
| 27                        | 1961-62 | US du Centre          | Promotion série B       | 9e/16            |                       |
| 28                        | 1962-63 | US du Centre          | Promotion série D       | 8e/16            |                       |
| 29                        | 1963-64 | US du Centre          | Promotion série B       | 14e/16           | Relégué!              |
| séries provinciales       |         |                       |                         |                  |                       |
| 30                        | 1965-66 | US du Centre          | Promotion série A       | 14e/16           | Relégué!              |
| séries provinciales       |         |                       |                         |                  |                       |
| 31                        | 1976-77 | URS du Centre         | Promotion série A       | 6e/16            |                       |
| 32                        | 1977-78 | URS du Centre         | Promotion série C       | 16e/16           | Relégué!              |
| séries provinciales       |         |                       |                         |                  |                       |
| 33                        | 1980-81 | URS du Centre         | Promotion série C       | 3e/16            |                       |
| 34                        | 1981-82 | URS du Centre         | Promotion série A       | 4e/16            |                       |
| 35                        | 1982-83 | URS du Centre         | Promotion série B       | 11e/16           |                       |
| 36                        | 1983-84 | URS du Centre         | Promotion série D       | 4e/16            |                       |
| 37                        | 1984-85 | URS du Centre         | Promotion série B       | 7e/16            |                       |
| 38                        | 1985-86 | URS du Centre         | Promotion série C       | 4e/16            |                       |
| 39                        | 1986-87 | URS du Centre         | Promotion série A       | 8e/16            |                       |
| 40                        | 1987-88 | URS du Centre         | Promotion série A       | 16e/16           | Relégué!              |
| séries provinciales       |         |                       |                         |                  |                       |
| 41                        | 2001-02 | URS du Centre         | Promotion série A       | 11e/16           |                       |
| 42                        | 2002-03 | URS du Centre         | Promotion série D       | 4e/16            | Tour final!           |
| 43                        | 2003-04 | URS du Centre         | Promotion série D       | 3e/16            | Tour final!           |
| 44                        | 2004-05 | URS du Centre         | Promotion série A       | 8e/16            |                       |
| 45                        | 2005-06 | URS du Centre         | Promotion série A       | 3e/16            | Tour final!           |
| 46                        | 2006-07 | URS du Centre         | Promotion série A       | 8e/16            |                       |
| 47                        | 2007-08 | URS du Centre         | Promotion série D       | 1er/16           | Champion et promu!    |
| 48                        | 2008-09 | URS du Centre         | Division 3 série A      | 6e/16            | Tour final!           |
| 49                        | 2009-10 | URS du Centre         | Division 3 série B      | 5e/16            | Tour final!           |
| 50                        | 2010-11 | URS du Centre         | Division 3 série B      | 8e/18            |                       |
| 51                        | 2011-12 | UR La Louvière Centre | Division 3 série A      | 2e/18            | Tour final!           |
| 52                        | 2012-13 | UR La Louvière Centre | Division 3 série B      | 4e/19            | [ saisons 9 ]         |
| 53                        | 2013-14 | UR La Louvière Centre | Division 3 série B      | 5e/18            | [ saisons 9 ]         |
| 54                        | 2014-15 | UR La Louvière Centre | Division 3 série B      | 11e/18           |                       |
| 55                        | 2015-16 | UR La Louvière Centre | Division 3 série B      | 9e/18            | Relégué!              |
| 56                        | 2016-17 | UR La Louvière Centre | Division 2 Amateur ACFF | 4e/16            | Tour final            |
| 57                        | 2017-18 | UR La Louvière Centre | Division 2 Amateur ACFF | 6e/16            | Tour final            |
| 58                        | 2018-19 | UR La Louvière Centre | Division 2 Amateur ACFF | 1re/16           | Champion et promu!    |
| 59                        | 2019-20 | UR La Louvière Centre | Division 1 Amateur (D3) | 14e/16           | Repêché !             |
| 60                        | 2020-21 | UR La Louvière Centre | Nationale 1             | N/A              | Saison annulée !      |
| 61                        | 2021-22 | La Louvière Centre    | Nationale 1             | 15e/15           | Relégué !             |
| 62                        | 2022-23 | La Louvière Centre    | D2 Amateur ACFF         | 4e/18            | Tour final            |
| 63                        | 2023-24 | La Louvière Centre    | D2 Amateur ACFF         | 10e/18           |                       |
| 64                        | 2024-25 | La Louvière Centre    | D2 Amateur ACFF         | ... /18          |                       |

## Culture populaire

### Groupes de supporteurs
- Young Wolves
- Ultras Cool